# 无锡市协新集团有限公司
无锡市协新集团有限公司、又称无锡协新集团有限公司，是中华人民共和国江苏省无锡市的一个纺织公司。

## 沿革
前身为协新毛纺织染厂，在吴桥北丽新路。1935年投产，是当时中华民国最早生产粗精纺呢绒的工厂，主要用于出口。1991年开始合资扩建，1996年组建协新集团有限公司。2002年3月，协新集团被科学技术部认定为国家火炬计划重点高新技术企业。2005年并入无锡国联集团。